# Aarhus (commune)
Pour la ville qui donne son nom à la commune, voir Århus. Pour l’ancien amt, voir Aarhus (amt).

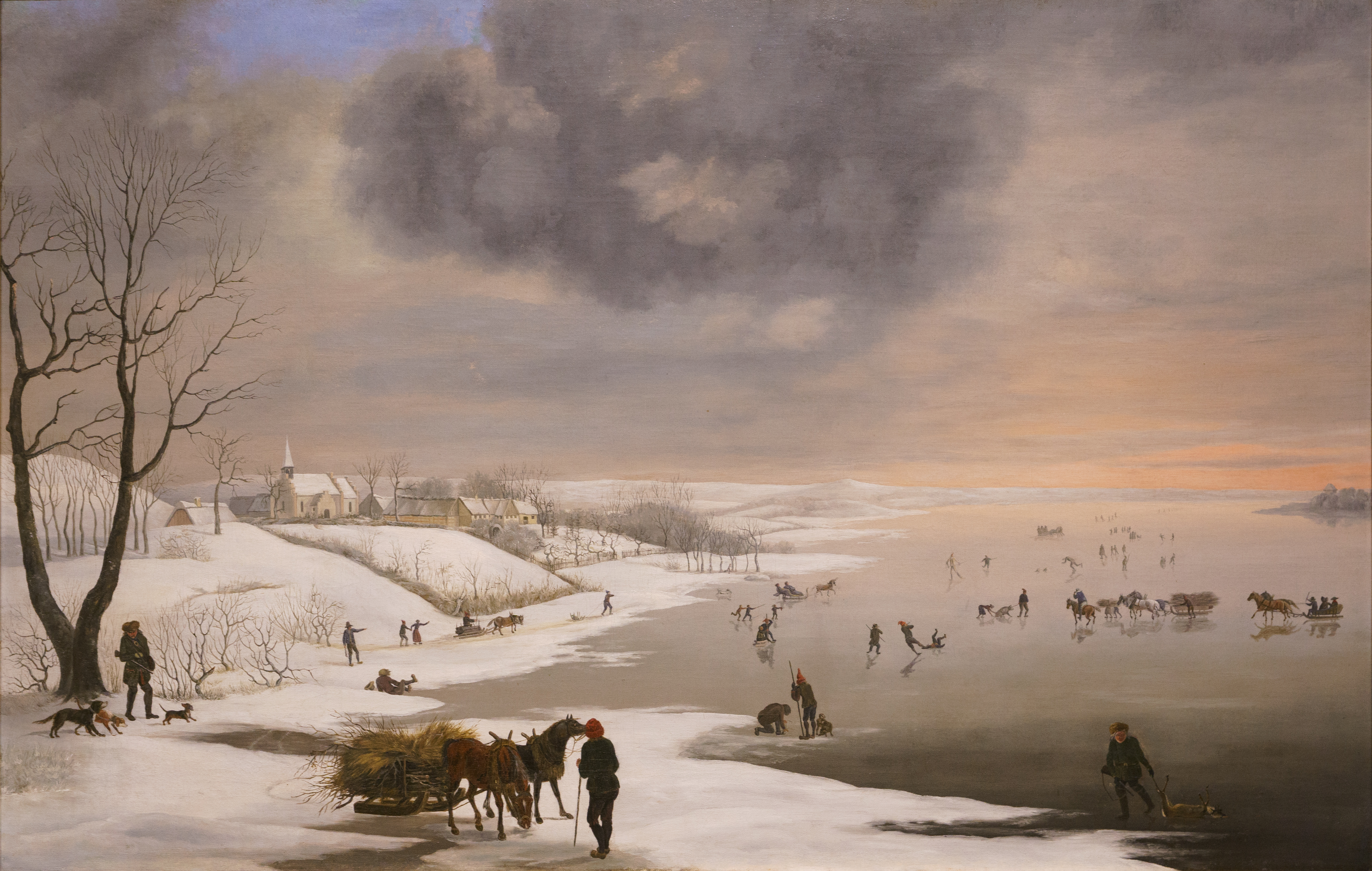
Paysage d'hiver à Aarhus, avec l'église de Braband. Tableau de Christian David Gebauer, au musée d'Aarhus, vers 1831.

Aarhus, également orthographié non-officiellement Århus, est une commune du Danemark, située dans la région du Jutland-Central. Elle tire son nom de son chef-lieu, Aarhus, deuxième ville du Danemark ; elle existe de longue date, même si son territoire a été adapté. La commune comptait 355 238 habitants en 2022, pour une superficie de 470,55 km2.

## Population

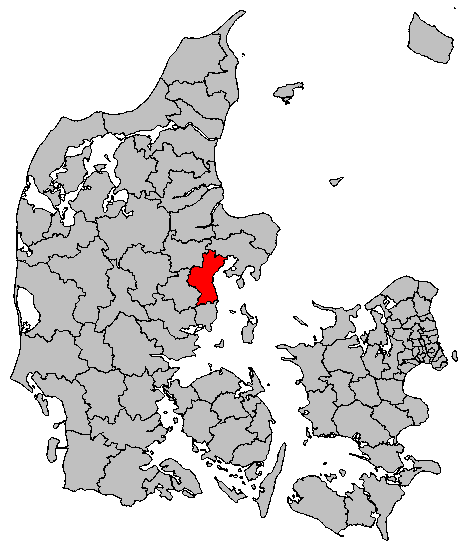
La commune d’Aarhus

Les relevés démographique suivants sont pris au 1er janvier, pour les années récentes.
- 950  - ca. 500-1 000
- 1620 - ca. 4 000
- 1835 - ca. 6 800
- 1860 - ca. 11 000
- 1890 - ca. 33 000
- 1900 - ca. 50 000
- 1935 - ca. 100 000
- 1945 - ca. 140 000
- 1950 - ca. 150 000
- 1980 - 244 839
- 1985 - 252 071
- 1990 - 261 437
- 1995 - 277 477
- 1999 - 283 673
- 2000 - 284 846
- 2003 - 291 258
- 2004 - 293 510
- 2005 - 294 954
- 2006 - 295 513
- 2007 - 296 170
- 2008 - 298 538
- 2009 - 302 618
- 2010 - 306 650

## Politique
| Période                                                            | Période              | Identité                       | Étiquette        | Qualité         |
| ------------------------------------------------------------------ | -------------------- | ------------------------------ | ---------------- | --------------- |
| XVIe ou XVIIe siècle                                               | XVIe ou XVIIe siècle | Willum Worm (da)               |                  | père d'Ole Worm |
| 1919                                                               | 1932                 | Jakob Jensen (en)              | Social-démocrate |                 |
| 1933                                                               | 1941                 | Hans Peder Christensen (da)    | Social-démocrate |                 |
| 1942                                                               | 1945                 | Einar Stecher Christensen (da) | Social-démocrate |                 |
| 1945                                                               | 1958                 | Svend Unmack Larsen (en)       | Social-démocrate |                 |
| 1958                                                               | 1971                 | Bernhardt Jensen (en)          | Social-démocrate |                 |
| Les données suivantes datent d’une période de division en commune. |                      |                                |                  |                 |
| 1971                                                               | 1981                 | Orla Hyllested (en)            | Social-démocrate |                 |
| 1982                                                               | 1997                 | Thorkild Simonsen              | Social-démocrate |                 |
| 1997                                                               | 2001                 | Flemming Knudsen (en)          | Social-démocrate |                 |
| 2002                                                               | 2005                 | Louise Gade                    | Venstre          |                 |
| 2006                                                               | 2011                 | Nicolai Wammen                 | Social-démocrate |                 |
| 2011                                                               | 2024                 | Jacob Bundsgaard               | Social-démocrate |                 |
| 2024                                                               |                      | Anders Winnerskjold            | Social-démocrate |                 |
| Les données manquantes sont à compléter.                           |                      |                                |                  |                 |